# A Magyar Nemzeti Levéltár főépülete
A Magyar Nemzeti Levéltár főépülete egy tudományos céllal épült budapesti épület. Jelenleg nem eredeti formában áll, mert tornya a második világháború során elpusztult, és nem építették újjá.

## Története
1874-ben, a Magyar Királyi Országos Levéltár létrehozásakor, egy önálló levéltári épület felépítésének terve is felmerült. Ennek a tervnek a megvalósulását Pauler Gyula országos levéltárnok is szorgalmazta évtizedeken keresztül, fáradozásainak eredményét, az elkészült, kimondottan levéltári célokat szolgáló épület felépülését azonban már nem érhette meg.
A Bécsi kapu téren álló ún. bosnyák laktanya helyére építendő levéltár terveinek elkészítésére Pecz Samu műegyetemi tanár kapott megbízást 1912-ben. Pecz Pauler elképzeléseinek, valamint a nemzetközi tapasztalatoknak megfelelően romantikus, historizáló stílusú épületet tervezett. Az U alakú épület középső részén helyezte el a munkaszobákat és a vendéglátó helyiségeket, az oldalsó szárnyban pedig az iratraktárak kaptak helyet. A várfal felőli oldalra egy torony került, mely a központi fűtés kéményét rejtette magában. (1945 telén, Budapest ostromakor az épület és a torony súlyos sérüléseket szenvedett, így utóbbit már nem állították helyre.) 1913 őszén indult meg az építkezés, azonban az első világháború (1914–1918) és az azt követő pénzügyi nehézségek megnehezítették a befejezését és a beköltözést.
Klebelsberg Kunó kultuszminisztersége idején következett a fordulat: Bethlen István művelődéspolitikus minden befolyását latba vetette az építkezés befejezésének előmozdítására érdekében. Pecz Samu 1922-es halála után korábbi építészeti segítője, Nagy Károly fejezte be 1923-ban az épületet. Szintén ebben az évben, Csánki Dezső főigazgatósága alatt költözhetett be palotájába a levéltár.
A épület külső kőszobrait Mikola Ferenc, a belsőket pedig Langer Ignác készítette. Klebelsberg elképzeléseinek megfelelően alakították ki a gazdag belső díszítést. A miniszter személyesen egyeztetett Dudits Andor (1866–1944) festőművésszel a falképek témáiról. Duditsot állami nagy aranyéremmel jutalmazták 1925–1929 között elvégzett munkájáért. A díszes tetőcserepek a pécsi Zsolnay gyárban készültek.
1945 telén, a főváros ostromakor számos tüzérségi és bombatalálat érte az épületet. Ennek következtében egy raktár teljesen elpusztult a keleti, Bécsi kapu felőli oldalon, romba dőlt a nyugati szárny egy része és a kutatóterem, a torony pedig olyan mértékben megrongálódott, hogy nem volt lehetséges annak helyreállítása. Alig fejeződtek be az újjáépítési munkálatok, midőn 1956. november 6-án a nyugati szárnyat harckocsi–gránát találta el, ami miatt teljesen kiégett egy raktár, a tűz pedig két másik raktárra is átterjedt.
1961-re fejeződött be a teljes helyreállítás. Az 1980-as években a tető az eredetihez hasonló cserépborítást kapott, amely szintén a pécsi Zsolnay gyárban készült. Az 1970-es évek második felében restaurálták a szekkókat. Az elpusztult tornyot évtizedeken át nem építették vissza. 2020-ban végül döntés született a torony visszaépítéséről.

## Képtár

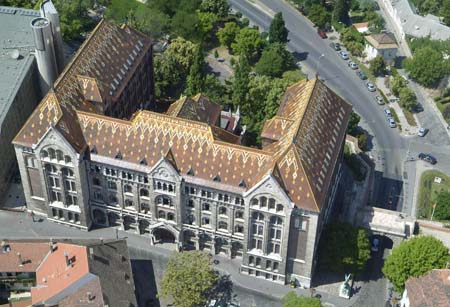
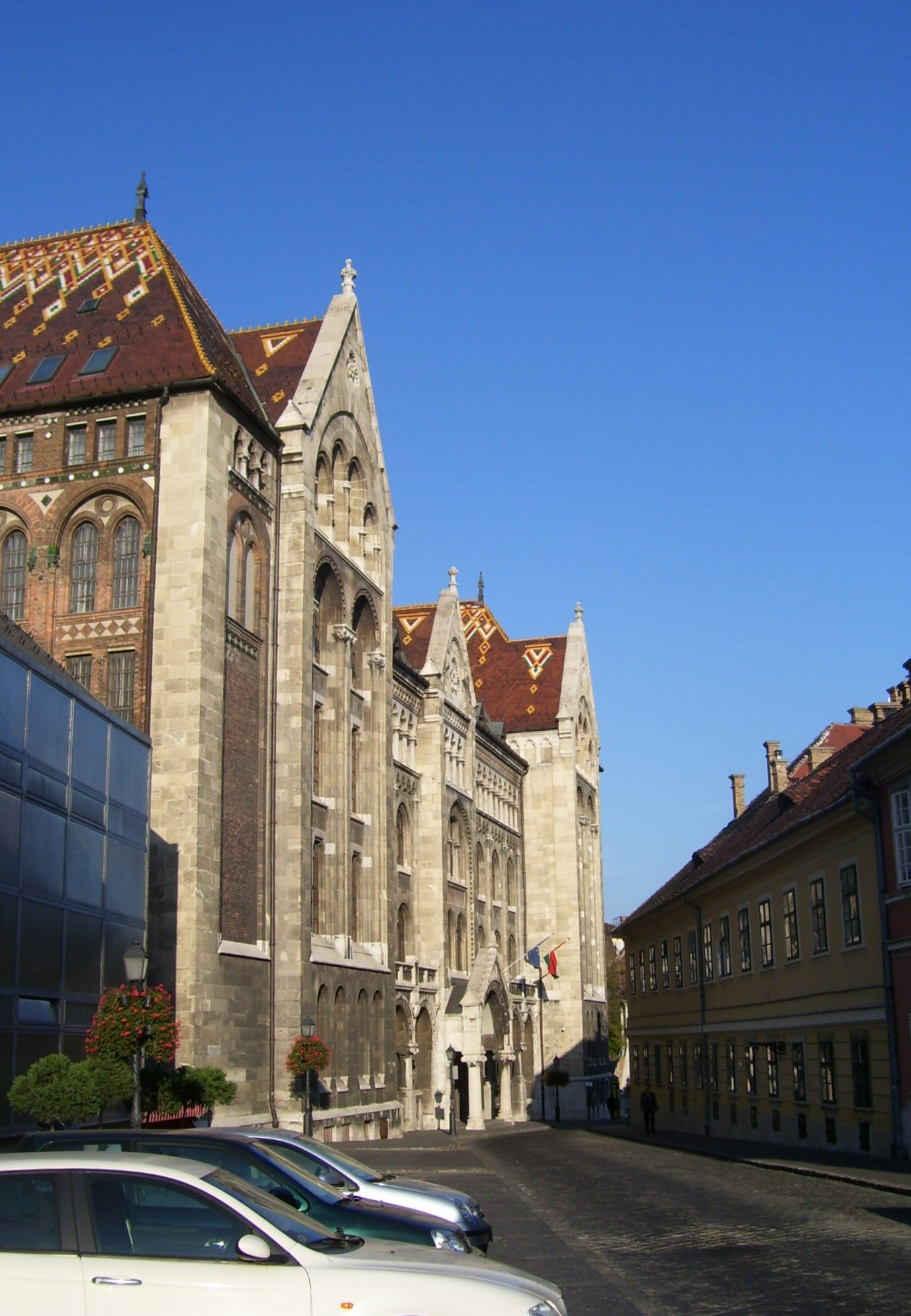
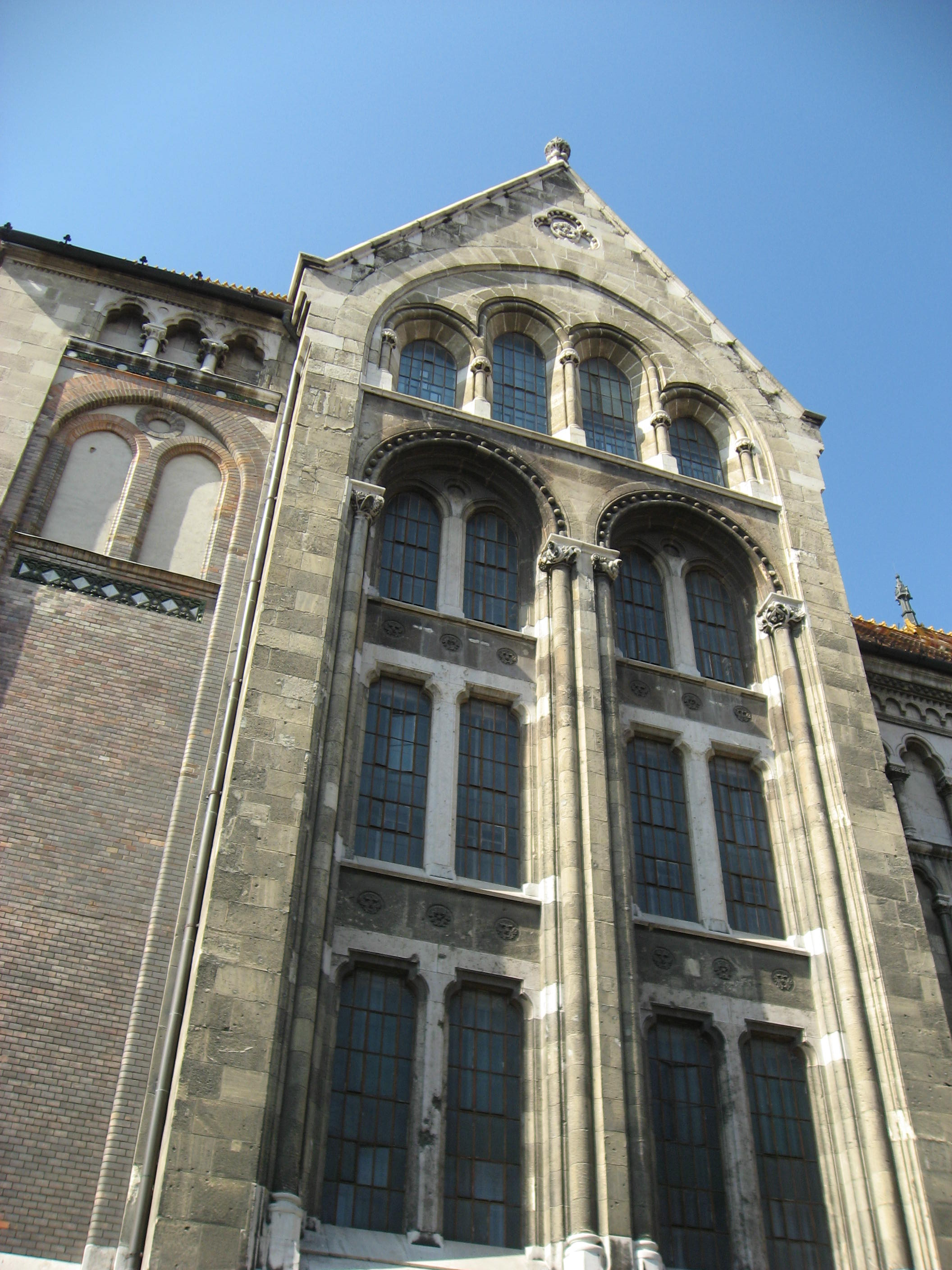
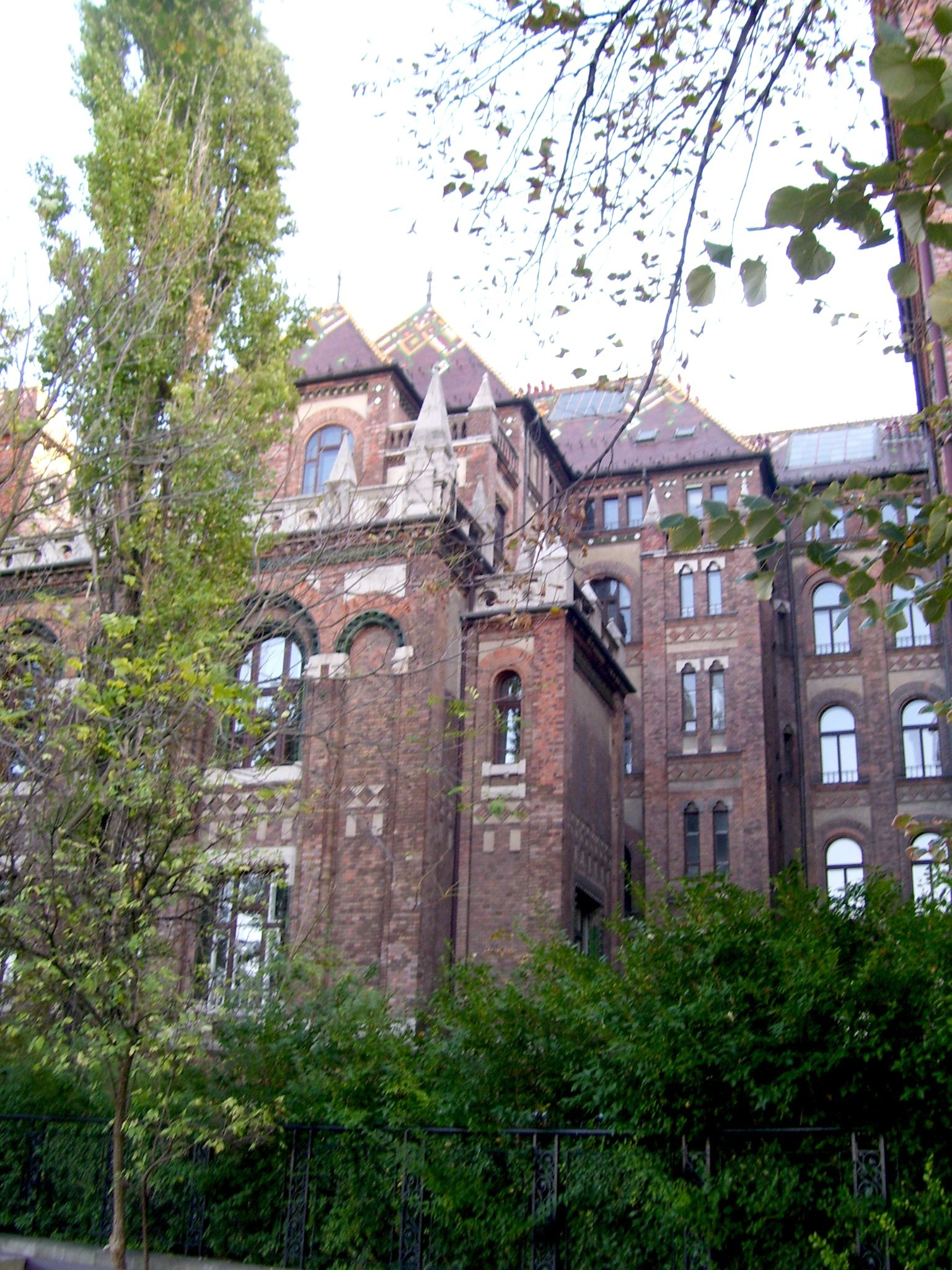
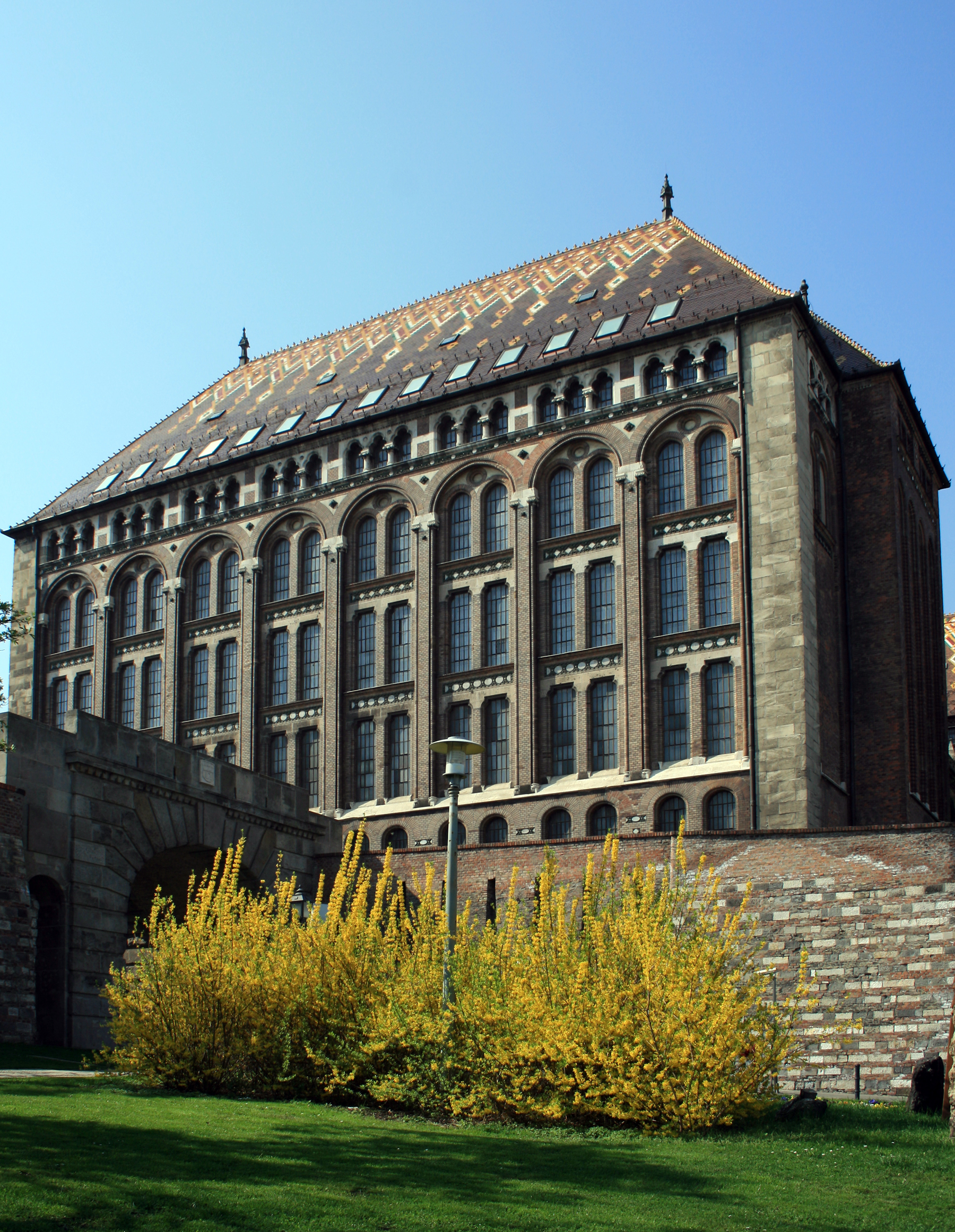
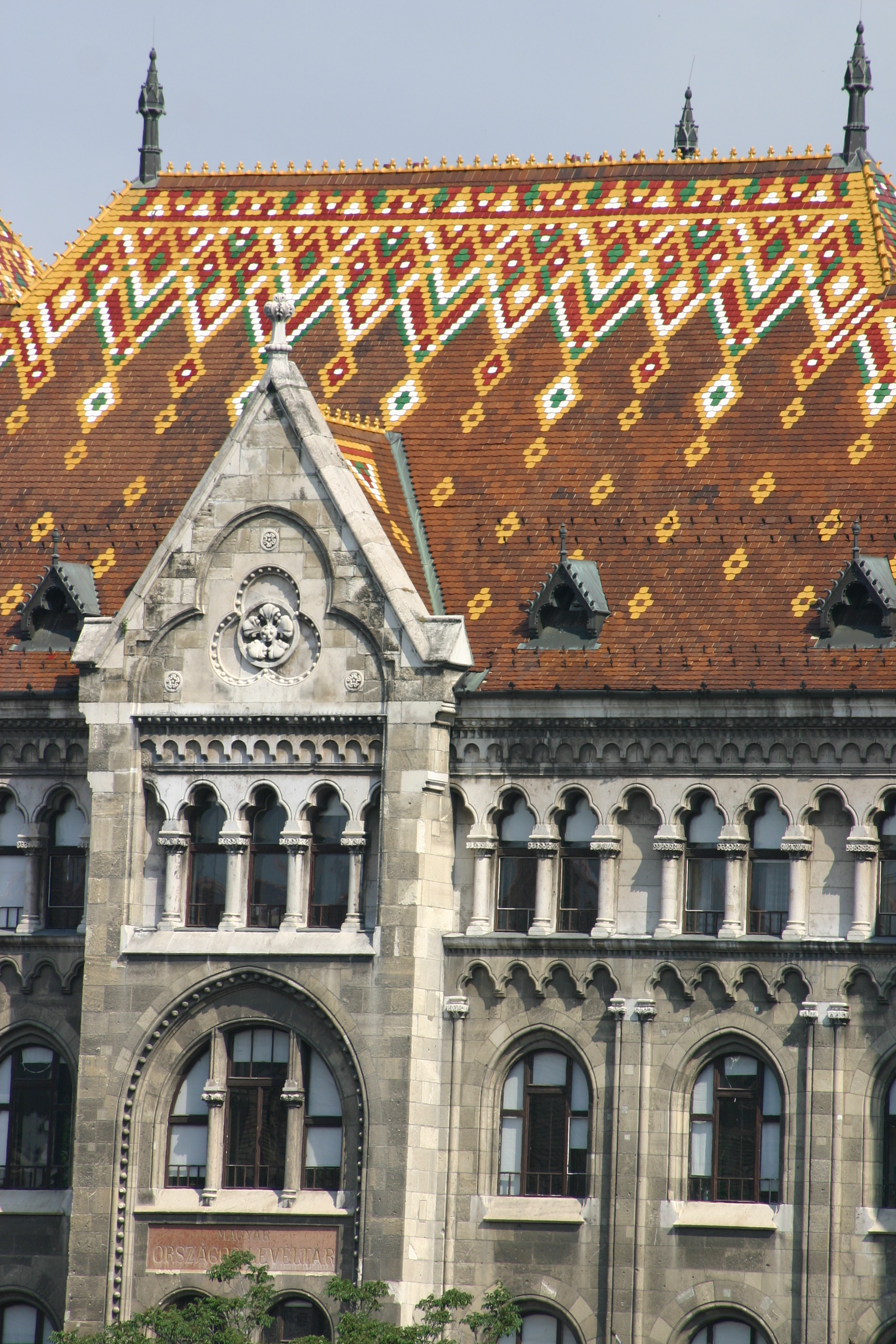
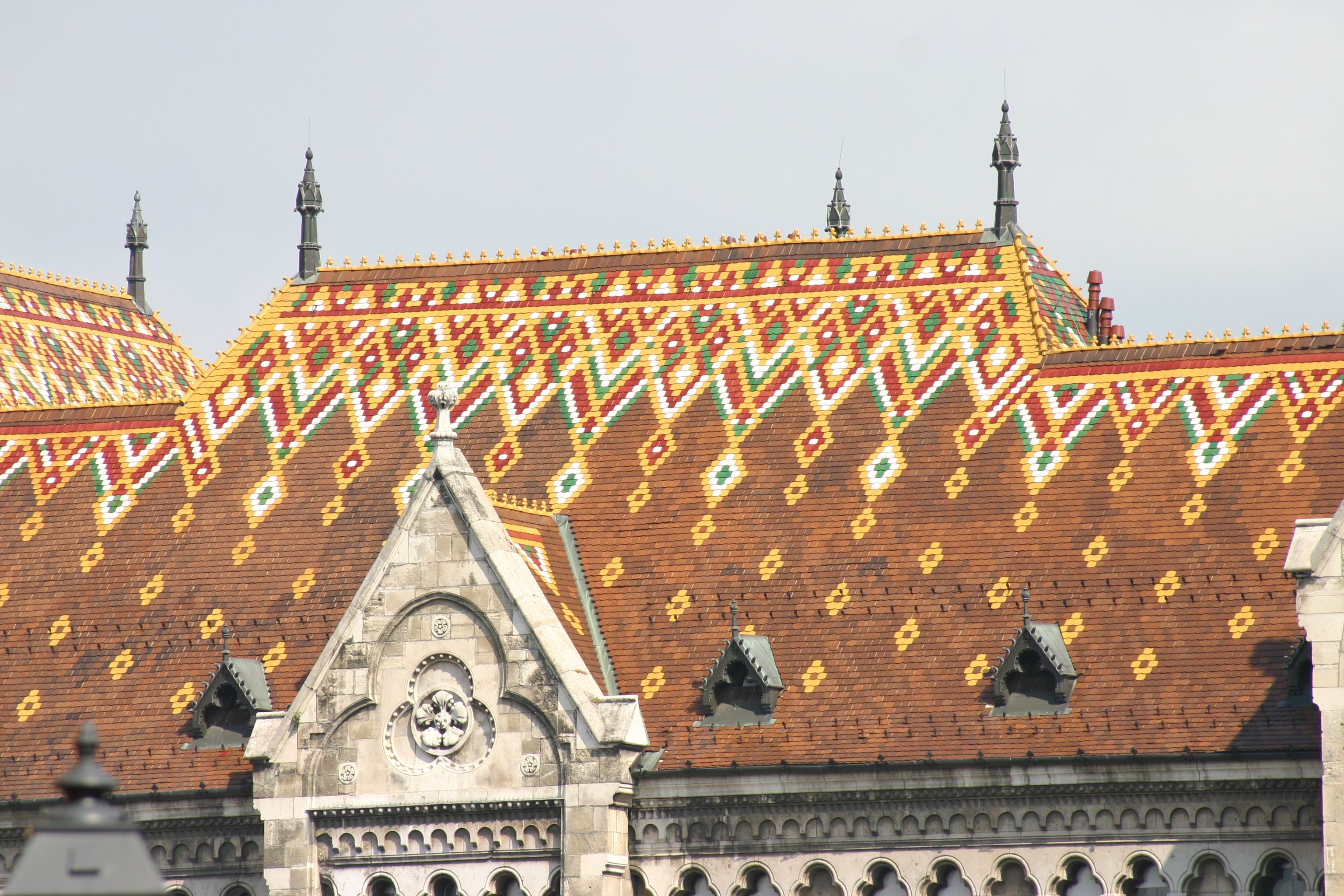
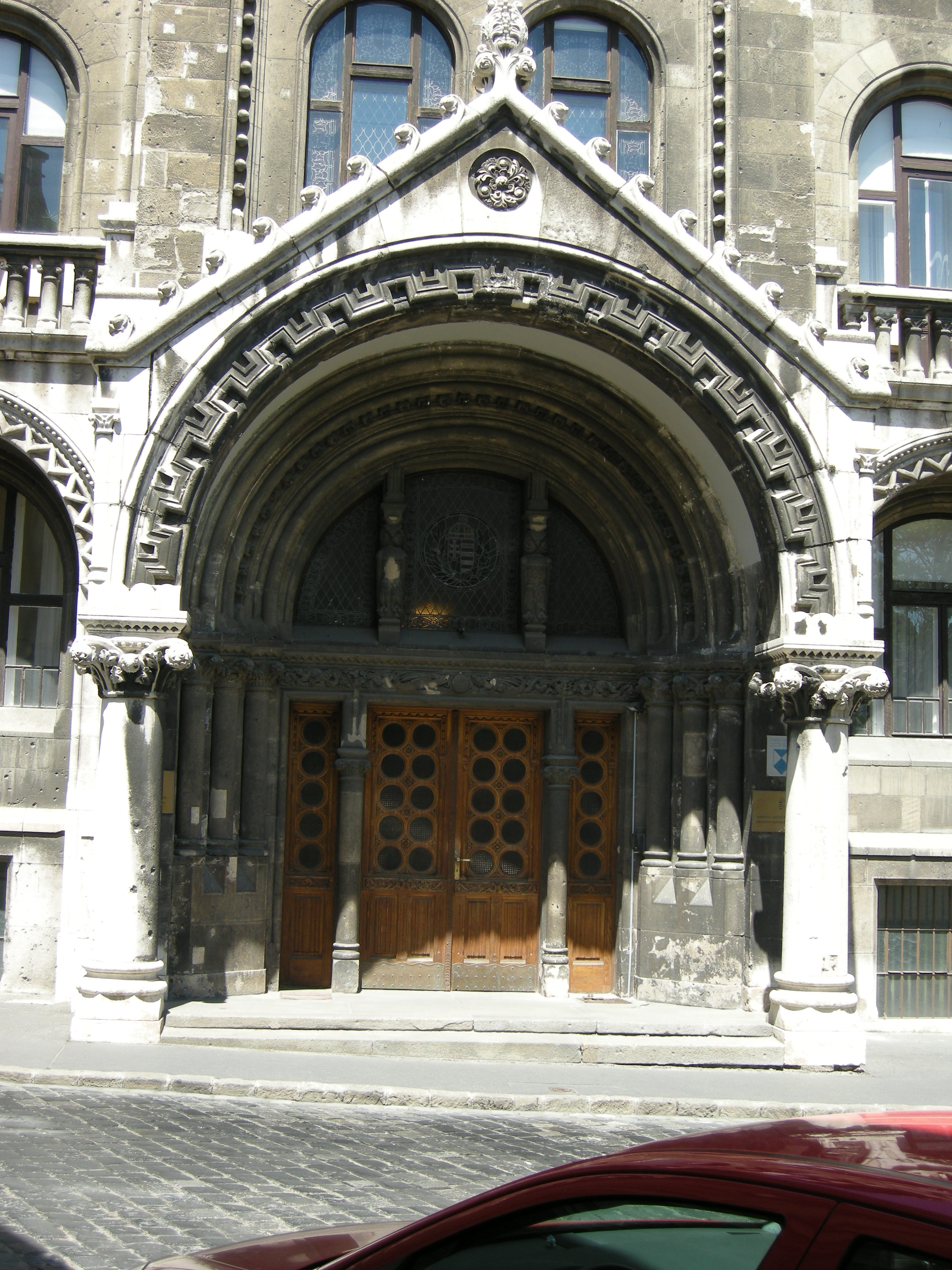
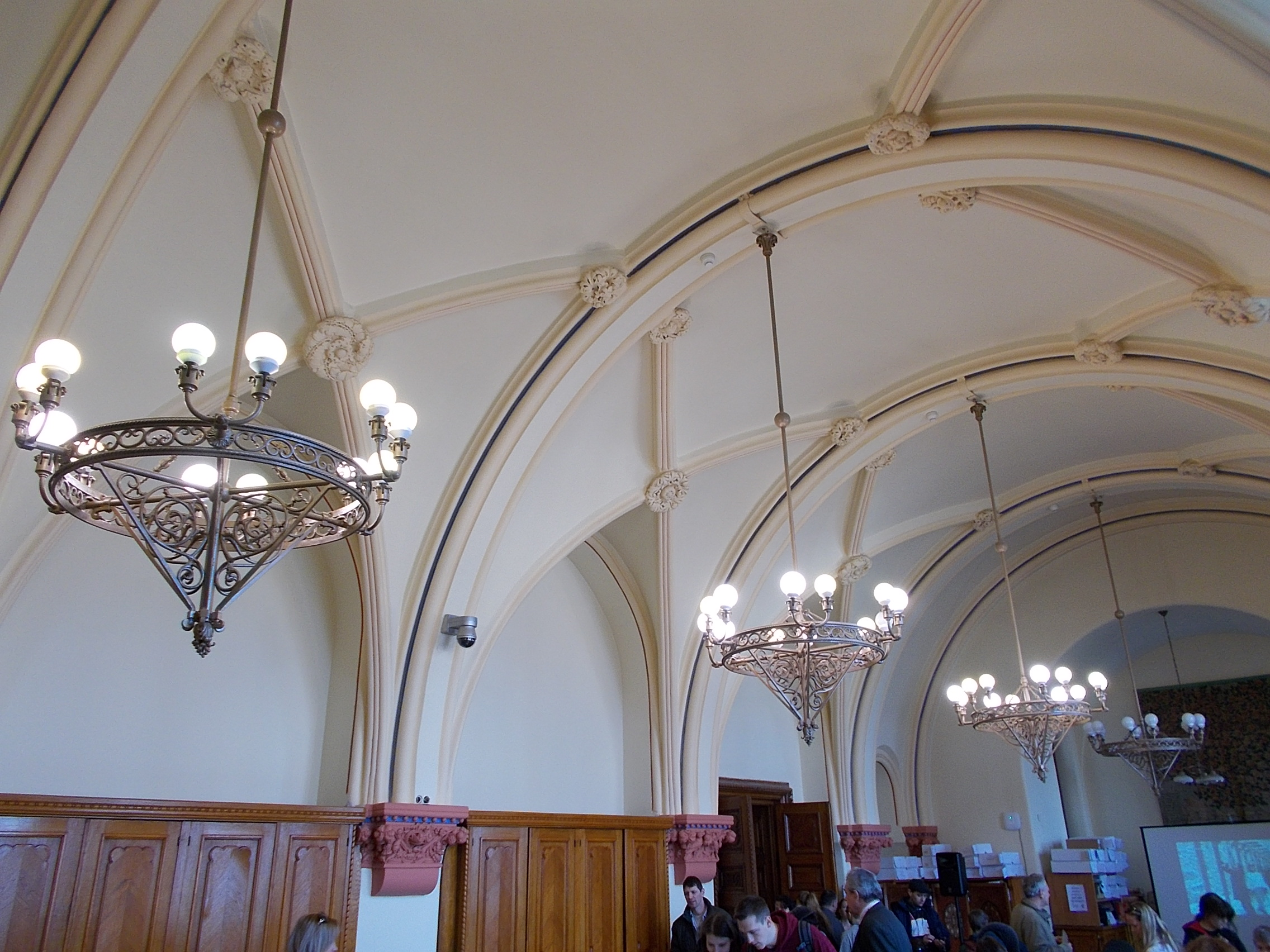
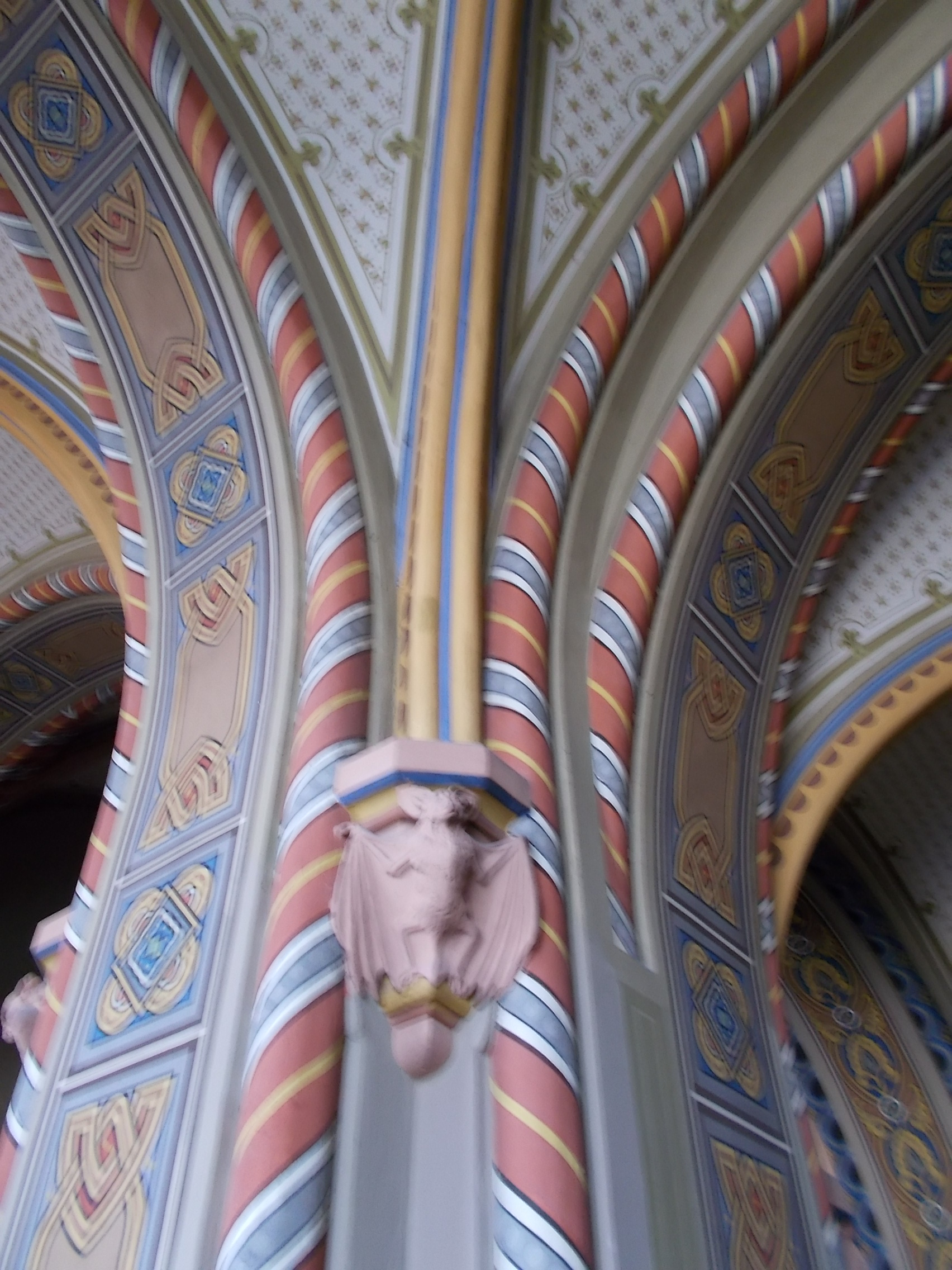
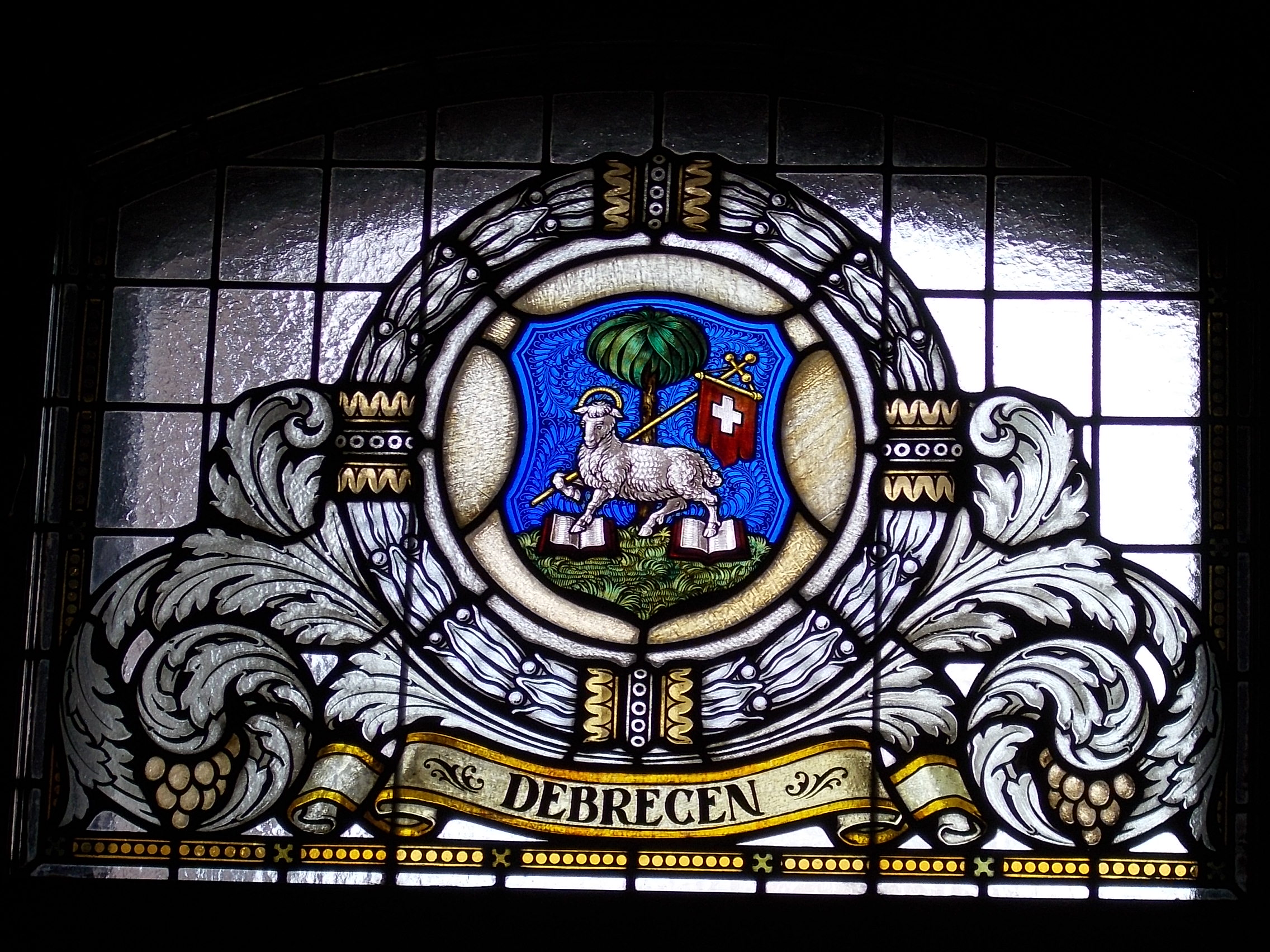
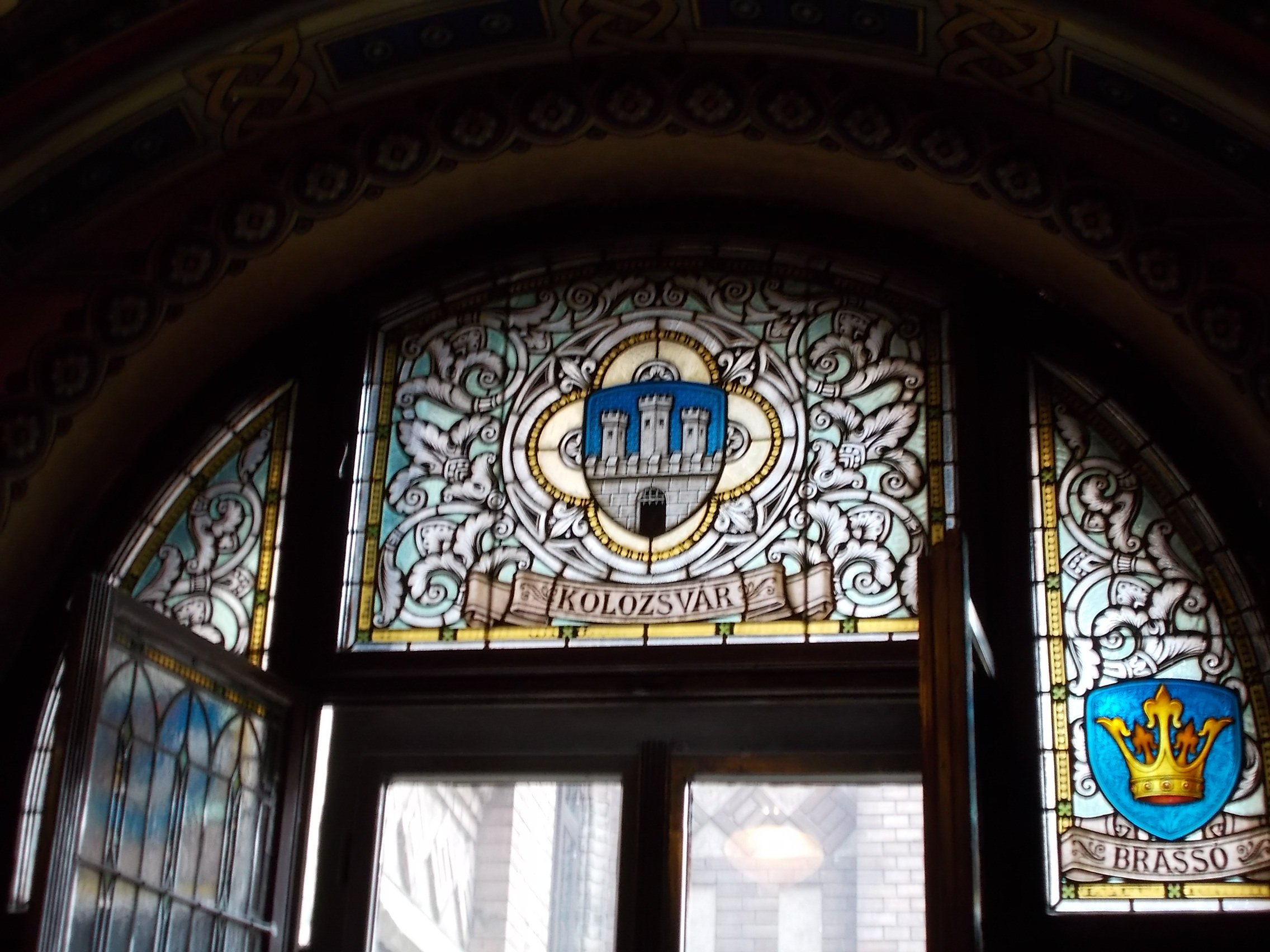
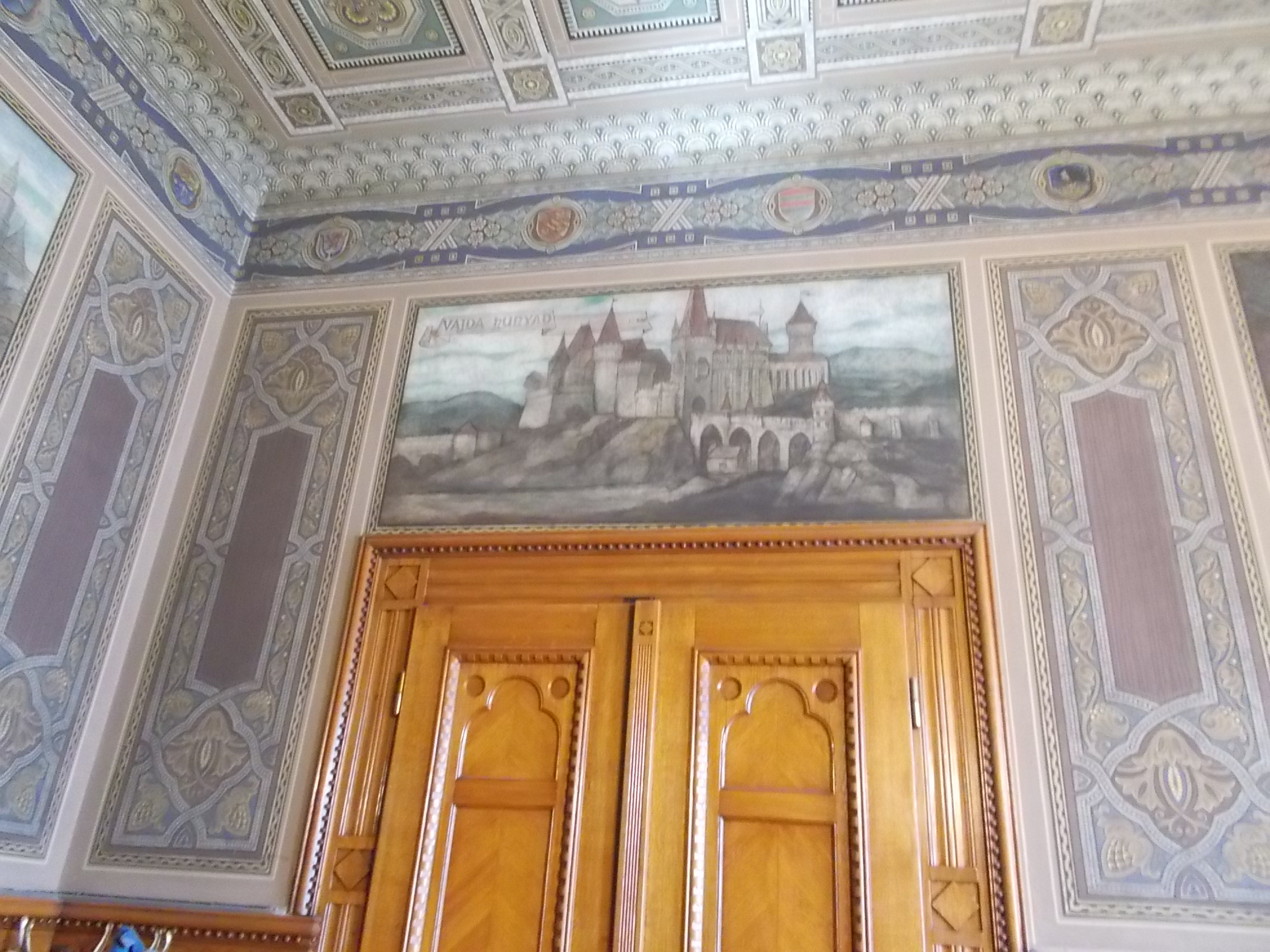

## Egyéb irodalom
- (szerk.) Lakos János: A Magyar Országos Levéltár. Levéltárismertető, Magyar Országos Levéltár, Budapest, 1996, ISBN 963-631-071-8
- (szerk.) Katona Csaba: A Magyar Országos Levéltár. Ismertető, Magyar Országos Levéltár, Budapest, 2000, ISBN 963-631-112-9
- Patakiné Kósa Éva: Magyar Országos Levéltár, Korona Kiadó Kft., Budapest, 1997, ISBN 963-90-3642-0
- (szerk.) Dercsényi Balázs: Budapest – Magyar Országos Levéltár, TKM Egyesület, Budapest, 2001, ISBN 963-554-482-0 (Tájak – Korok – Múzeumok Kiskönyvtára 698.)
- (szerk.) Érszegi Géza: A Magyar Országos Levéltár palotája. Archivum Regni / Regnum Archivi, Magyar Képek, Veszprém–Budapest, ISBN 963-9439-36-3